# Jeonnam Dragons Football Club
El Jeonnam Dragons Football Club (en coreano: 전남 드래곤즈 FC) es un club de fútbol profesional situado en la ciudad de Gwangyang, Jeolla del Sur (Corea del Sur). Juega en la K League 2.
Fue fundado en 1994 como "Chunnam Dragons", nombre que mantuvo hasta la temporada 2013. Está vinculado al conglomerado empresarial POSCO, que cuenta en esa localidad con la segunda mayor acería del país. Si bien nunca ha ganado la liga, ha sido campeón de la Korean FA Cup en cuatro ocasiones (1997, 2006, 2007 y 2021).

## Historia
El equipo fue fundado el 16 de diciembre del 994 como "Chunman Dragons" por iniciativa del conglomerado empresarial POSCO, que gestiona en Gwangyang la segunda mayor acería del país. POSCO también controla otro club profesional, Pohang Steelers, que entre 1993 y 1994 ya había disputado algunos encuentros en esa localidad.
Jeonnam Dragons ingresó en la K League en 1995 como franquicia de expansión junto a su mayor rival, Jeonbuk Dinos. Contra ellos disputaron el primer partido oficial de su historia, el 25 de marzo, que se saldó con derrota por 0:3. El equipo tuvo un papel discreto en sus dos primeras temporadas pero la situación cambió en 1997, cuando bajo las órdenes del entrenador Huh Jung-moo fueron subcampeones de K League, finalistas de la Copa de la Liga y ganadores de la Korean FA Cup, su primer título. En la final derrotaron al Cheonan Ilhwa Chunma por 1:0 y el autor del gol fue Roh Sang-rae. Gracias a ese título se clasificaron para la Recopa de la AFC de la temporada 1998-99, donde llegaron a la final y fueron derrotados por el Al-Ittihad.
Tras una etapa sin éxitos, el Jeonnam Dragons ganó la Korean FA Cup en sus ediciones de 2006 y 2007, sus últimos triunfos.

## Escudo y uniforme
El escudo del Jeonnam Dragons refleja la cabeza de un dragón de color amarillo, sobre un fondo morado y blanco a rayas diagonales. En la parte superior figura el nombre del club en letras mayúsculas. Este logotipo se introdujo en 2014, con el cambio de nombre, y es una variante del emblema anterior que se introdujo en 2001. La mascota de la entidad es un dragón llamado "Cheol Ryong".
El uniforme titular consta de camiseta, pantalón y medias amarillas con detalles negros, mientras que la alternativa es completamente negra con detalles en amarillo. Ambos colores han predominado en la equipación desde su fundación. El fabricante de la ropa es Kelme y el patrocinio corre a cargo de POSCO.
- Uniforme titular: Camiseta amarilla con rayas negras en vertical, pantalón negro, medias amarillas.
- Uniforme alternativo: Camiseta negra con detalles en amarillo, pantalón negro, medias negras.

## Estadio

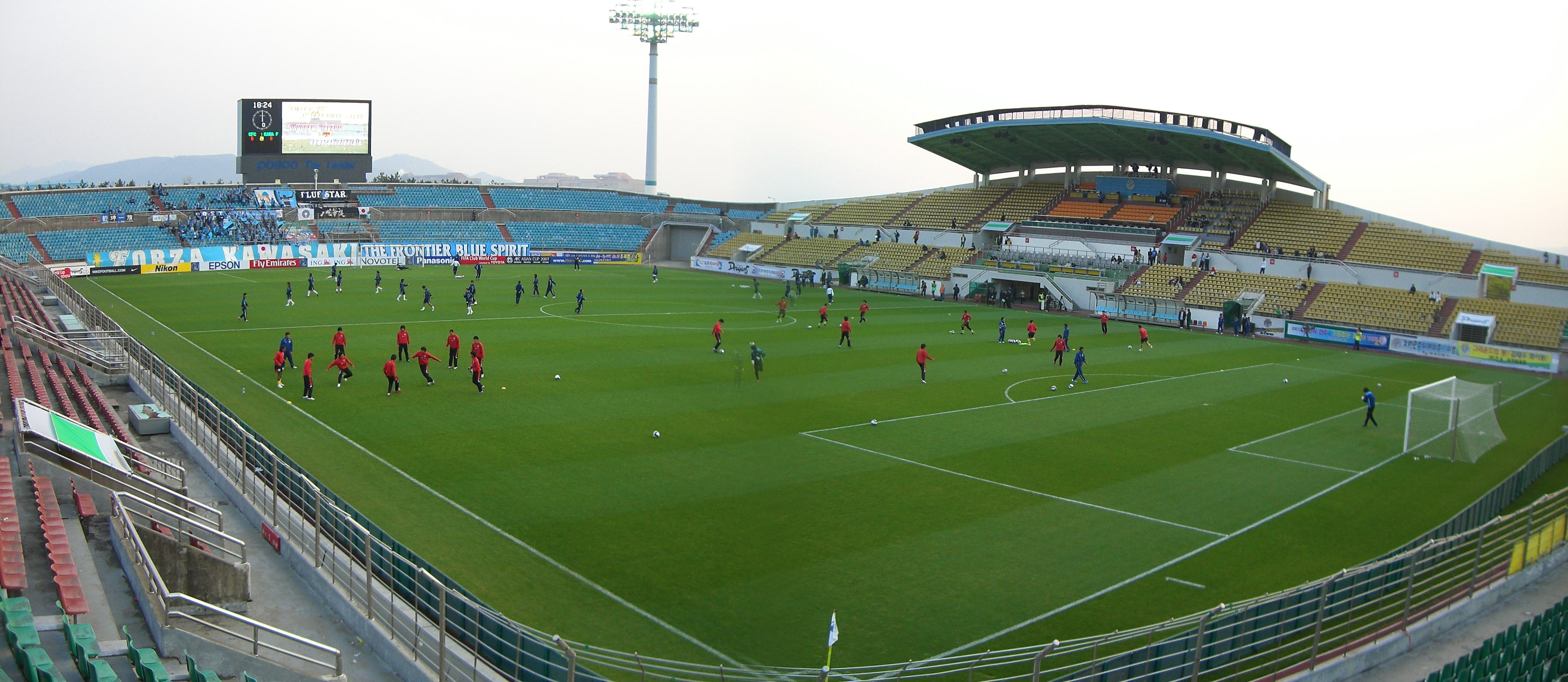
Estadio de Fútbol de Gwangyang.

El Jeonnam Dragons juega sus partidos en el Estadio de Fútbol de Gwangyang, ubicado cerca de la acería de POSCO. Su césped es natural y el aforo actual es de 13.496 espectadores. Fue uno de los primeros campos en Corea del Sur que se diseñó específicamente para albergar partidos de fútbol.
Las obras de construcción comenzaron en 1992 y pudo inaugurarse el 4 de marzo de 1993. Durante sus dos primeros años fue un campo alternativo para el POSCO Atoms (actual Pohang Steelers), que entonces alternaba Pohang con Gwangyang como localías. Cuando la temporada de 1994 terminó, la empresa impulsó la creación de un nuevo club específico para esa localidad, mientras que los Atoms se quedaron en Pohang.

## Entrenadores
- Jung Byung-Tak (1994-1996)
- Huh Jung-Moo (1994-1998)
- Lee Hoe-Taik (1998-2003)
- Lee Jang-Soo (2003-2004)
- Huh Jung-Moo (2004-2007)
- Park Hang-Seo (2007-2010)
- Jung Hae-Seong (2010-2012)
- Yoon Deok-Yeo (2012)
- Ha Seok-Ju (2012-2014)
- Roh Sang-rae (2014-2016)
- Song Kyung-sub (2016)
- Roh Sang-rae (2016-2017)
- Yoo Sang-chul (2017-2018)
- Kim Il-wan (2018-2019)
- Fabiano (2019)
- Jeon Kyung-jun (2019-)

## Datos del club
- Temporadas en K League 1: 20

Debut: Temporada 1995
Mejor posición: 2º (temporada 1997)
Peor posición: 11º (dos ocasiones, la última en la temporada 2012)
Descensos: Ninguno
- Participaciones en la Liga de Campeones de la AFC: 2

Mejor posición: Fase de grupos (dos ocasiones, la última en la temporada 2008)

## Palmarés

### Torneos nacionales
- Korean FA Cup (4): 1997, 2006, 2007, 2021.

Subcampeón de la Korean FA Cup (1): 2003
- Subcampeón de la K League 1 (1): 1997.
- Subcampeón de la Copa de la Liga (3): 1997, 2000, 2008.
- Copa Tongyeong (1): 2004

### Torneos internacionales
- Subcampeón de la Recopa de la AFC (1): 1999.